# Надання Томосу про автокефалію Православної церкви України (срібна монета 20 гривень)
«Надання́ То́мосу про автокефа́лію Правосла́вної це́ркви Украї́ни» — срібна пам'ятна монета номіналом 20 гривень, випущена Національним банком України. Присвячена події, яка є ствердженням великої історичної справедливості, гарантією духовної свободи нашого народу. Томос, текст якого ухвалено архієрейським синодом Вселенського патріархату, офіційно затверджує канонічний автокефальний статус Православної церкви України як однієї з 15 помісних православних церков.
Монету було введено в обіг 25 березня 2019 року. Вона належить до серії «Духовні скарби України».

## Опис та характеристики монети
| Номінал грн. | Метал            | Маса, грам   | Діаметр, мм. | Якість виготовлення | Гурт                           | Тираж, штук |
| ------------ | ---------------- | ------------ | ------------ | ------------------- | ------------------------------ | ----------- |
| 20           | срібло 925 проби | 62,2 / 67,25 | 50,0         | пруф                | гладкий із заглибленим написом | 4 000       |

### Аверс
На аверсі монети розміщено: угорі — малий Державний Герб України, під яким напис УКРАЇНА; на тлі стилізованого рукописного фрагмента Томосу — позолочені (локальна позолота) відбитки печаток Вселенського Патріарха Варфоломія (ліворуч) та Митрополита Київського і всієї України Епіфанія (праворуч), під якими — рік карбування монети 2019 та номінал 20/ГРИВЕНЬ; по колу напис: «БЛАГОСЛОВЛЯЄМО ТА ПРОГОЛОШУЄМО ПРАВОСЛАВНУ ЦЕРКВУ В УКРАЇНІ АВТОКЕФАЛЬНОЮ».

### Реверс
На реверсі монети номіналом 20 гривень у центрі на матовому тлі зображено хрест, у центрі якого дата надання Томосу — 06.01/2019, по колу написи: ПРАВОСЛАВНА ЦЕРКВА УКРАЇНИ (угорі) та 15-та У БЛАГОСЛОВЕННОМУ ХОРІ АВТОКЕФАЛЬНИХ ЦЕРКОВ (унизу).

## Автори

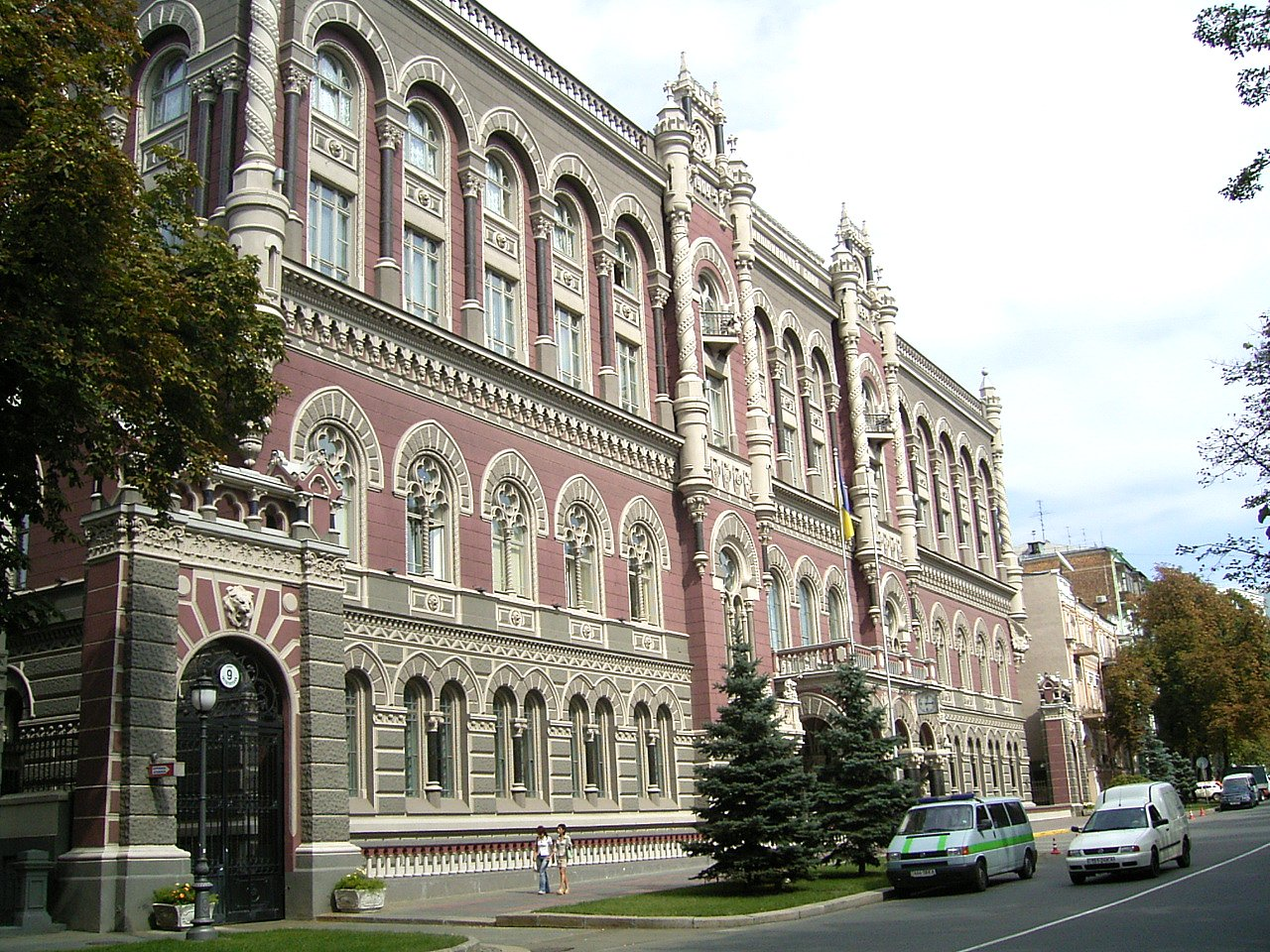
Будівля Національного банку України

- Художники: Таран Володимир, Харук Олександр, Харук Сергій.
- Скульптори: Атаманчук Володимир, Демяненко Анатолій.

## Вартість монети
Під час введення монети в обіг 2019 року, Національний банк України реалізовував монету за ціною 1897 гривень.
Фактична приблизна вартість монети, з роками змінювалася так:
| Рік        | 2019  | 2020  | 2021  | 2022  | 2023  | 2024   | 2025   |
| ---------- | ----- | ----- | ----- | ----- | ----- | ------ | ------ |
| Ціна, грн. | 2 780 | 4 700 | 4 500 | 4 900 | 5 800 | 12 500 | 14 700 |